# Préfecture de Hiroshima
Hiroshima (広島県, Hiroshima-ken) est une préfecture du Japon située au sud-ouest de l'île de Honshū. Sa ville principale est Hiroshima.
Le territoire de la préfecture englobe de nombreuses petites îles sur la mer intérieure de Seto (瀬戸内海, Seto Naikai).

## Histoire
La région de Hiroshima, autrefois divisée en province de Bingo et province d'Aki, fut un lieu d'échange commercial et culturel depuis le début de l'histoire japonaise. Hiroshima est le centre traditionnel de la région de Chūgoku et était le siège du clan Mori jusqu'à la bataille de Sekigahara.
Hiroshima abrite deux sites faisant partie du patrimoine mondial de l'UNESCO :
- le dôme de Genbaku de Hiroshima ;
- le sanctuaire d'Itsukushima à Miyajima, connu pour son torii qui semble flotter à marée haute.

## Géographie
Elle est entourée des préfectures d'Okayama, Tottori, Shimane et Yamaguchi.
Elle comprend quatorze villes et cinq districts ruraux comprenant eux-mêmes neuf bourgs.

### Villes
- Akitakata
- Etajima
- Fuchū
- Fukuyama
- Hatsukaichi
- Higashihiroshima
- Hiroshima
  - Aki-ku
  - Asakita-ku
  - Asaminami-ku
  - Higashi-ku
  - Minami-ku
  - Naka-ku
  - Nishi-ku
  - Saeki-ku
- Kure
- Mihara
- Miyoshi
- Onomichi
- Ōtake
- Shōbara
- Takehara

### Districts
- District d'Aki
  - Fuchū
  - Kaita
  - Kumano
  - Saka
- District de Jinseki
  - Jinsekikōgen
- District de Sera
  - Sera
- District de Toyota
  - Ōsakikamijima
- District de Yamagata
  - Akiōta
  - Kitahiroshima

## Politique

### Gouverneurs
Hajime Takano (1895-1969) est gouverneur du 10 juin au 11 octobre 1945 et à la suite du bombardement atomique sur Hiroshima, il participe aux premières opérations de sauvetage.

## Économie
Les industries majeures de la préfecture d'Hiroshima sont
- l'automobile : Mazda y a son siège
- la construction navale : Kure était l'une des bases principales de la Marine impériale japonaise et reste un pôle commercial important.

## Tourisme
- Mémorial de la Paix d'Hiroshima
- Château d'Hiroshima
- Château de Fukuyama
- Jardin de Shukukei
- Temple de Mitaki
- Temple d'Itsukushima
- Parc de Momiji-dani
- Mont Mi
- Aquarium de Miyajima
- Senkō-ji
- Jōdo-ji
- Saikoku-ji
- Château d'Onomichi
- Musée d'art de la ville d'Onomichi
- Musée d'art contemporain d'Hiroshima
- Musée d'art d'Hiroshima
- Musée préfectoral d'art d'Hiroshima

## Jumelages
La préfecture de Hiroshima est jumelée avec les municipalités ou régions suivantes :
- Sichuan (Chine) depuis le 17 septembre 1984 ;
- Guanajuato (Mexique) depuis le 6 novembre 2014 ;
- Hawaii (États-Unis) depuis le 30 mai 1997.